# Beatrix von Luxemburg
Beatrix von Luxemburg (* 1305; † 11. November 1319) war Königin von Ungarn, Kroatien und Dalmatien.
Sie wurde als Tochter des späteren römisch-deutschen Kaisers Heinrich VII. und dessen Gemahlin Margarete von Brabant geboren.
Am 24. Juni 1318 wurde die Dreizehnjährige mit Karl I. Robert, König von Ungarn, Kroatien und Dalmatien, verheiratet, nachdem dessen erste Gemahlin Maria von Beuthen drei Jahre zuvor verstorben war. Mit dieser Ehe sollte die Dynastie der Luxemburger mit einem der wichtigsten östlichen Nachbarn verbunden werden.
Auch die zweite Ehe von Karl I. Robert blieb jedoch ohne männlichen Thronfolger. Am 11. Oktober 1319 brachte Beatrix eine Tochter zur Welt, die nur wenige Stunden lebte, und verstarb einen Monat später selbst an den Folgen der Geburt. Sie war erst 14 Jahre alt. Sie wurde in der Kathedrale von Nagyvárad beigesetzt.
Ein Jahr nach ihrem Tod vermählte sich ihr Gemahl mit Elisabeth von Polen.